# Chrabrý dub
Dąb Chrobry, německy Grosse Eiche nebo Dicke Eiche a česky lze neoficiálně přeložit jako Chrabrý dub, Dub Chrabrý či Statečný dub, je dub letní (Quercus robur L.), který je jeden z nejstarších a nejmohutnějších dubů v Polsku. Roste u přírodní rezervace Rezerwat przyrody Buczyna Szprotawska v lese Dolnoslezské bory (Bory Dolnośłąskie) u vesnice Piotrowice (okres Polkowice, Dolnoslezském vojvodství). Nachází se však na území vesnice Leszno Dolne ve gmině Szprotawa v okrese Zaháň v Lubušském vojvodství v mezoregionu Bory Dolnośląskie a historickém regionu Dolní Slezsko. Od roku 2020 strom nevytváří listy a je oficiálně považován za mrtvý.

## Historie a popis
Název dubu pochází z legendy hovořící o tom, že se pod tímto dubem setkal císař Ota III. (980–1002) s knížetem a polským králem Boleslavem Chrabrým (967–1025). Strom je ale mnohem mladší a setkání obou panovníků se ve skutečnosti konalo v Iławě. Pravdou však je, že se u tohoto dubu konaly vesnické soudy. V roce 1906 známý přírodní badatel Dolního Slezska - Theodor Schube ve své knize Waldbuch von Schlesien (Kniha slezských lesů) uvedl obvod tohoto dubu 8,61 m. Strom byl památkově chráněn již před druhou světovou válkou. V té době se mu říkalo Velký dub (německy Grosse Eiche) nebo Tlustý dub (Dicke Eiche). Za přírodní památku byl uznán až dne 24. března 1966. Dub byl vandaly vícekrát zapálen. Na počátku 90. let 20. století bylo pozorováno postupné odumírání horní části koruny. Stáří stromu bylo v roce 1992 bylo vypočítáno na 727 let, to znamená, že vyklíčil kolem roku 1265 a v roce 2020 byl stár 755 let. Dub měl silně vyvinutou korunu a silné větve. Koruna byla cca 16 m široká, výška stromu 26 m, a obvod kmene ve výčetní výšce byl 10,04 m. Objem stromu byl asi 90 m³, což z něj učinilo dle objemu největší polský dub a zároveň je to byl třetí dub co do objemu dřeva v celé střední Evropě. V roce 2020 nebyly poprvé pozorovány žádné čerstvé listové pupeny. Při pouti polských lesníků 28. dubna 2004 bylo do Vatikánu bylo odvezeno 2,5 kg žaludů stromu k požehnání papežem Janem Pavlem II. Od té doby je každý „potomek“ tohoto dubu nazýván Papežským dubem (Dąb papieski).

## Galerie

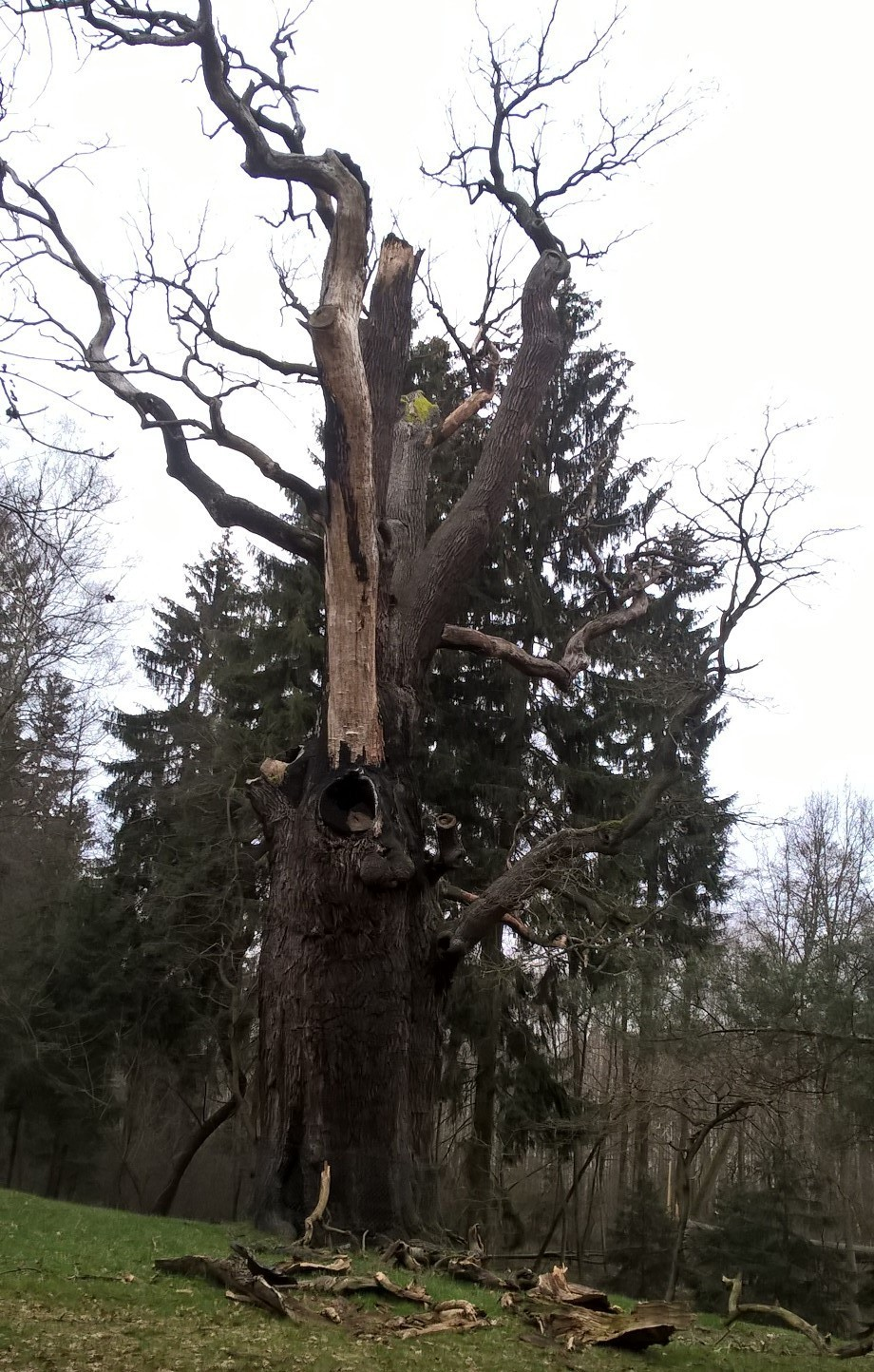
Dąb Chrobry (prosinec 2017)
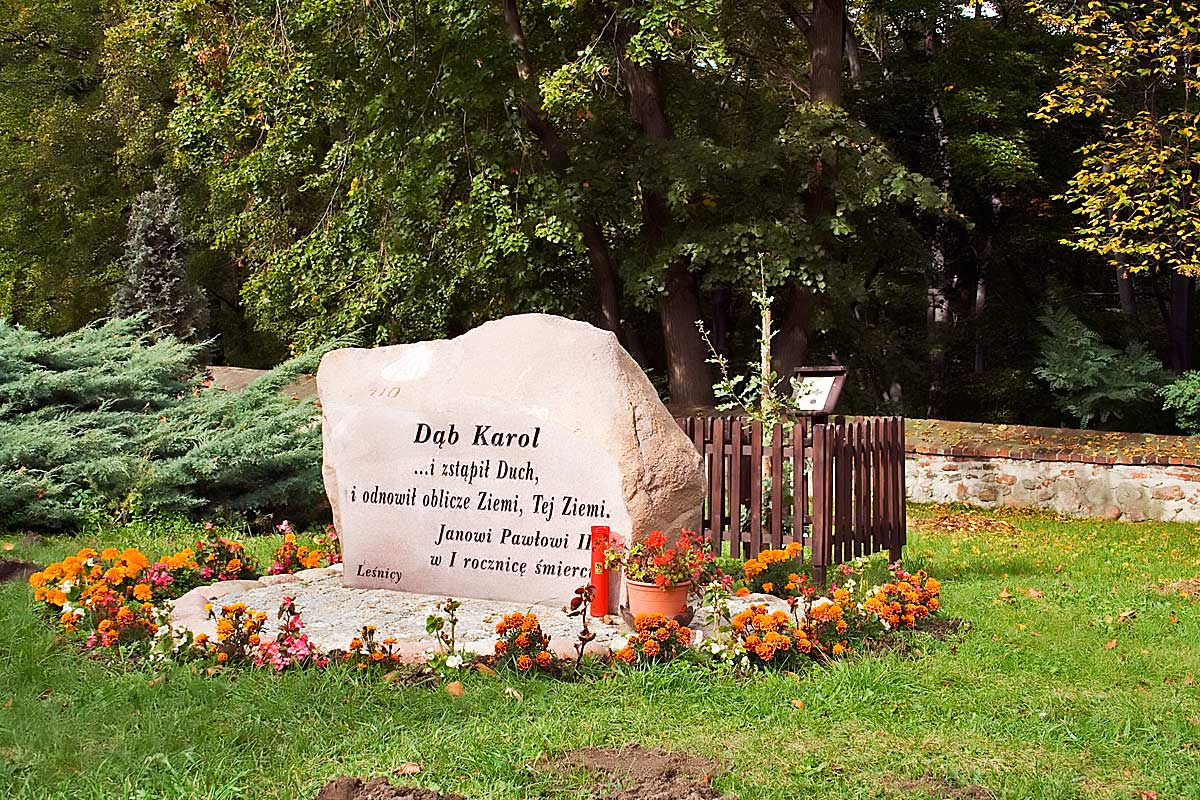
Jedna ze sazenic, nedaleký Jakubów